# Vila Čeňka Vorlíčka
Vila Čeňka Vorlíčka je rodinný dům zbudovaný pro továrníka z pražských Vinohrad Čeňka Vorlíčka v roce 1921 v ulici Hradební v Hradci Králové.

## Popis
Stavba začala v prosinci roku 1920 a byla dokončena v listopadu 1921. Autorem architektonického návrhu domu byl architekt Josef Povýšil, který stavbu také realizoval.
V suterénu vily byly navrženy technické místnosti (sklepy, prádelna), jeden ze sklepů byl v roce 1923 přebudován na byt domovníka. V přízemí domu byl umístěn jeden byt, v prvním patře pak druhý.
Dům má hlavní průčelí orientováno do ulice Hradební a vedlejší do ulice Plácelova. Zajímavým prvkem hlavního průčelí je mohutný dekorativní štít, ve vedlejším průčelí pak zaujmou nárožní rizality se zvonovou střechou a prosklená zimní zahrada v obou patrech. Nápadná korunní římsa probíhá kolem celého domu, v hlavním průčelí jsou pod ní ornamentální vlysy.